# Mopsella klunzingeri
Mopsella klunzingeri är en korallart som beskrevs av Kükenthal 1908. Mopsella klunzingeri ingår i släktet Mopsella och familjen Melithaeidae. Inga underarter finns listade i Catalogue of Life.